# Майко
Майко (яп. 舞妓, танцующее дитя) — название ученицы либо гейши, либо гэйко (яп. 芸妓 гэйко или гэйги, искусница; наименование гейш в Кансае). Это третья ступень обучения, после сикоми и минараи. «Майко» — региональное наименование, однако оно распространилось за пределы Киото, Осаки и Нары. В Токио и по всему Канто ученицы называются хангёку (яп. 半玉, полудрагоценный камень). Более общее название — осяку (яп. お酌, разливающая саке); однако оно может включать и работников ресторанов, работающих на разливе алкогольной продукции.
Майко являются частью традиционной культуры японских развлечений, называемой карюкай.

## Майко Киото
Раньше, до принятия закона о детском труде, майко становились в 9—12 лет. После завершения обучения правилам приёма гостей на о-дзасики (яп. お座敷, банкет в традиционном японском ресторане, рёкане, минке или ином здании в традиционном японском стиле) ученица гейши начинала карьеру. После войны правила были пересмотрены, теперь майко можно стать лишь окончив среднюю школу.

### Сикоми и минараи
В среднем, от полугода до двух лет соискательница является сикоми (яп. 仕込み, обучающийся, воспитанник). Сикоми убирает окия, помогает другим гейшам и майко одеваться, работая служанкой. В XIX веке сикоми становились в 10—12 лет, причём страдание в процессе обучения подразумевалось нормальным этапом становления личности. После окончания срока сикоми получает статус минараи (яп. 見習い, ученик, наблюдающий за учителем). Дарари-оби (яп. だらりの帯 дарари но оби, свисающий пояс) у минараи спускается только на половину длины и называется хандара (яп. 半だら, свисающий наполовину).
- Майко в день мисэдаси. В этот день в причёске два серебристых оги.
- В пучок внизу вколоты ленты из бумаги васи.
- На второй день, после мисэдаси, майко надевает пояс половинной длины, но не наносит макияж.

### Майко
В отличие от гейш, носящих парики, майко делают причёски из её собственных волос. В причёску вставляются подходящие по сезону украшения с цветами (в марте нарциссы, в ноябре — листья клёна). Первая причёска майко называется варэсинобу (яп. 割れしのぶ, разрезанная тайно), её носят первые два-три года обучения. Затем причёска меняется на офуку (яп. おふく), которую майко носит вплоть до эрикаэ (яп. 襟替え, смена воротничка кимоно): за одну—четыре недели до эри-каэ майко начинает носить причёску сакко (яп. 先笄, последняя шпилька) и чернить зубы. Эрикаэ производится после достижения майко двадцати лет; в случае, если соискательнице (сикоми) больше двадцати, то она сразу дебютирует как гейша, эрикаэ не проводится, дебют носит название мисэдаси.
Несмотря на то, что майко могут нравиться клиентам больше, чем гейши, невозможно пригласить на банкет только майко.
Юный возраст майко подчёркивается костюмом (приподнятые плечи кимоно, длинные рукава у фурисодэ); причёской и макияжем; вместо гэта майко носят деревянные сандалии на высокой танкетке, называемые коппори (яп. こっぽり), в Киото — окобо (яп. おこぼ). Кимоно майко более пёстрое, чем у гейш; майко носят фурисодэ, а гейши — томэсодэ. На о-дзасики майко и гэйко Киото, специализирующиеся в танце, исполняют традиционные танцы в стиле Киото, кё-май (яп. 京舞 кё:май).
В Гион-кобу танцуют кё-май школы Иноуэ, в Гион-хигаси — Фудзима-рю (яп. 藤間流), в Миягава-тё — Вакаяги (яп. 若柳流), в Понто-тё — Оноэ (яп. 尾上流), а в Камиситикэне — Ханаяги (яп. 花柳流). Приезжающие в Киото соискательницы должны учить диалект Киото (кё-котоба (яп. 京言葉 кё:котоба)).

#### О-дзасики
Банкеты проводятся в о-тяя, традиционных ресторанах и гостиницах в японском стиле. В последние годы, благодаря широкому освещению по телевидению и в газетах, всё чаще клиентами становятся иностранцы. Существует правило «итигэнсан окотовари» (яп. 一見さんお断り, новичок всегда получает отказ в приглашении на одзасики); однако в XXI веке появились услуги для туристов вроде «Вечер кухни Киото вместе с майко» (яп. 京料理と舞妓の夕べ Кё:рё:ри то майко но ю:бэ), с января 2009 года предоставляемой некоторыми рёканами. Киотоский театр традиционных искусств «Оокини дзайдан» (яп. おおきに財団) организует «одзасики асоби» (веселье с гейшами и майко в духе о-дзасики).
В 2022 году в Киото функционируют пять кварталов гейш: Гион-кобу, Миягава-тё, Понто-тё, Камиситикэн, Гион-хигаси. Девочки, желающие стать майко, узнаю́т подробности работы и договариваются с окия через Интернет. Несмотря на всё возрастающее число соискателей, многие из них отказываются продолжать обучение через некоторое время: всему виной строгость правил.

### Майко — символ Киото
На пути следования поездов Мэйсин косоку доро (скоростная железная дорога между Айти и Хёго) расставлены плакаты с названиями станций их символами; Киото представляет стилизованная майко. Туристы часто приезжают в Киото для того, чтобы посмотреть на майко.
Изображения с майко встречаются на упаковке продуктов питания, в печатной рекламе и на телевидении. Образ майко используют исполнители традиционных песен. Приезжающим в Киото туристам предлагают майко хэнсин (яп. 舞妓変身, превращение в майко): переодевание в кимоно, макияж, краткий ликбез по движению в кимоно. В состав предложения может быть включена прогулка в образе и фотосессия.

## Майко вне Киото
В городе Саката, принадлежащем префектуре Ямагата, слово «майко» пишется не 舞妓, а 舞娘. Произношение при этом сохраняется. В Сакате майко завязывают оби иначе, чем в Киото.
В само́й Ямагате слово «майко» пишется 舞子. Майко Ямагаты выступают на фестивале «Ханагаса мацури».
В Аваре (городе префектуры Фукуи на знаменитых Авара-онсэн (яп. 芦原温泉) в 2007 году появилась первая 38-летняя бури-но майко (яп. ぶりの舞妓, девица-майко). В 2010 их было две. Они носят хикидзури и дарари-оби, схожие с теми, что в ходу у киотоских майко, хотя бури-но майко пользуются париками.
Карюкай Нары по состоянию на 2022 год состоит из одного ханамати «Ганрин-ин» (яп. 元林院). В 2006 году на весь город была лишь одна майко. В 2008 году в городе было две майко и десять гейш. Июль 2009 Нара встретила вообще без майко. Осенью в «Ганрин-ин» пришли двое. Майко Нары очень похожи на киотоских, так же повязывают пояс, носят аналогичные причёски.
Карюкай Осаки довольно сильно отличается от киотоского. Майко Осаки завязывают оби узлом, похожим на узел косимото (яп. 腰元, служанка); он называется татэя (яп. 立て矢, летящая стрела). Стиль причёсок также отличается: в Осаке носят причёски в стиле эпохи Эдо. Карюкай Осаки также переживает не лучшие времена, в 2008 году в городе было всего две майко.
Арима онсэн в Кобе приглашает на подработку майко (хангёку) старшеклассниц. Их одевают в кимоно с короткими рукавами, надевают парики, украшенные шпильками с цветами.
В Мэйгирэн (яп. 名妓連) — ханамати Нагои — в 2008 было три майко. Майко Нагои носят украшения с сятихоко (фантастической рыбой с головой тигра).
В рёканах Коти можно нанять официанток, одетых как майко. Слово «майко» используется также на Кюсю. Однако скорее из желания походить на Киото.
Довольно часто майко набирают только из совершеннолетних девушек, не как в Киото.

## Опасности профессии
Популярность фильма «Мемуары гейши» подогрела популярность гейш вне Японии. В 2008 году туристы, приехавшие фотографировать гейш, начали вести себя с ними грубо. Из-за этого местные жители организовали патрули, а газеты опубликовали предупреждения.

## Майко в искусстве

### Манга
- «Куроцубаки»[яп.]
- «Курэнай ниоу»[яп.] (название дано в старой орфографии)

### Дорамы
«Майко-сан ва натантэй!» 1988—1990 годов (в главных ролях Норико Сакаи) и 1999 года с Мики Сакаи.
- «Касокэн но онна»[яп.]
- «Койсуру Кёто»[яп.] (в главных ролях — Маю Цурута)
- «Фестиваль Гиона»[яп.] — дорама 2005 года
- «Кё э окосиясу!»[яп.]
- «Дандан»[яп.] (название написано на диалекте Идзумо)
- Маканай: Готовим для дома майко — сериал 2023 года на Netflix.

### Полнометражные фильмы
- «Фестиваль Гиона» 1934 и 1959 годов выпуска.
- «Майко-хан да ё дзэнъин сюго»[яп.]
- «Майко-хан»[яп.]
- «Майко моногатари»[яп.] 1954 и 1987.
- «Гион коута э хигаса»[яп.]
- «Гион коута э хигаса»[яп.]
- «Омотя»[яп.]
- «Мемуары гейши» — фильм 2005 года
- «Хана икуса» — Минэко Ивасаки (прототип Чио Сакамото) выпустила фильм со своей версией описываемых событий.
- «Майко-хааааан!!!»[яп.]